# 라구 (소스)

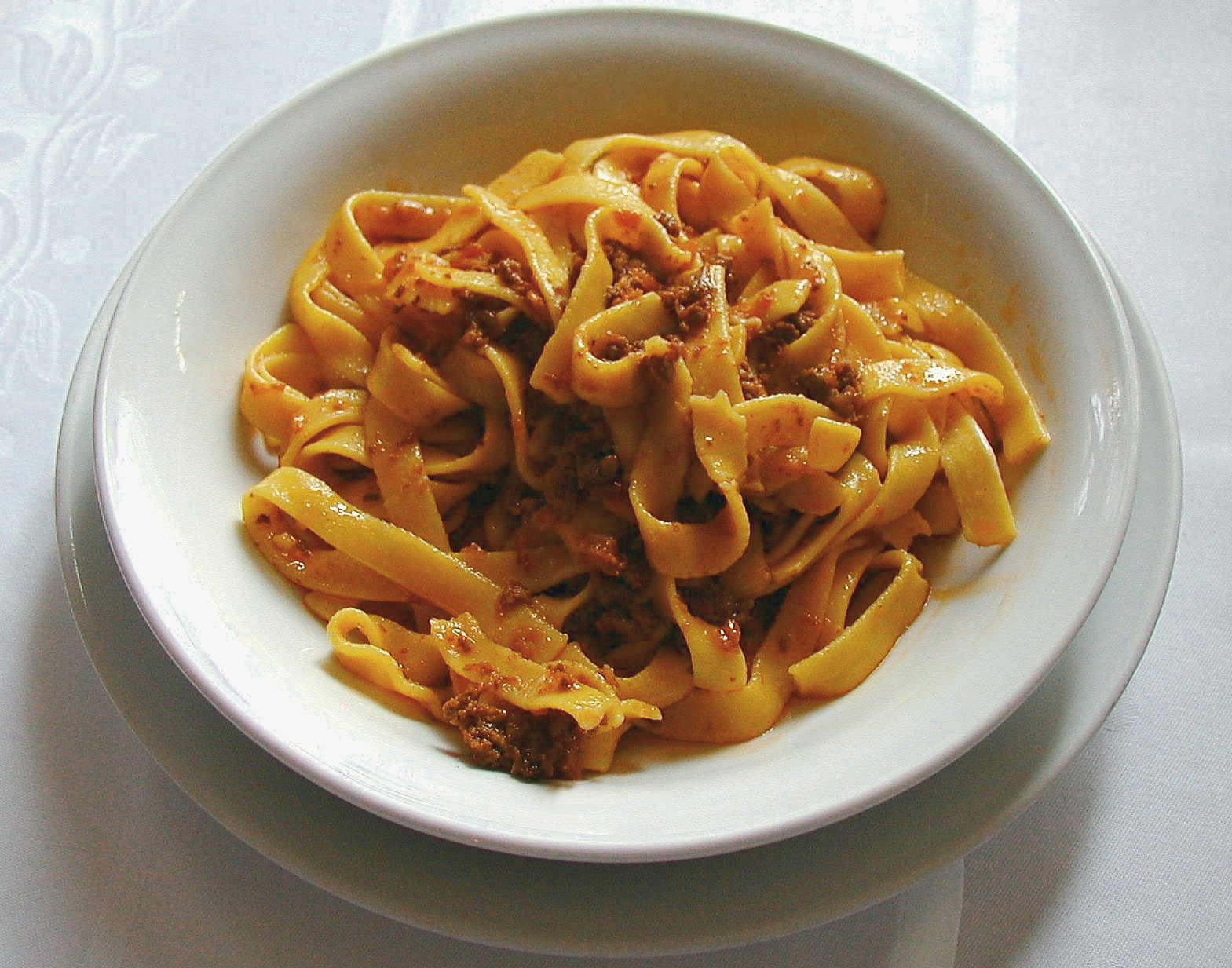
라구로 조리한 파스타

이탈리아 요리에서 라구(이탈리아어: ragù)는 파스타와 함께 조리하는 미트 소스의 일종이다. 이탈리아 요리학회(l'Accademia Italiana Della Cucina)는 14종의 라구가 있다고 밝혔다. 14종 모두 파스타에 쓰이며 미트 소스라는 것이 공통점이다. 전형적인 이탈리아 라구는 볼로냐식 소스인 라구 알라 볼로녜세와 나폴리식 소스인 라구 알라 나폴레타나 등이 있다.
북부 지방에서 라구는 육고기로 만드는 소스의 전형이며 보통은 고기를 잘게 썰어 으깬 뒤에 야채와 함께 단시간에 튀겨서 소스로 만들어낸다. 쇠고기, 닭고기, 돼지고기, 오리나 거위고기, 양고기, 가금류 등 여러 종류의 육고기가 사용될 수 있으며 보통 국물로는 물과 포도주, 우유, 크림, 토마토 등을 함께 곁들여 요리한다. 토마토를 넣어 조리할 시에는 고기 양을 좀 줄여 요리한다.
남부 지역, 특별히 캄파니아 주에서는 쇠고기나 돼지고기를 크게 썰어 집어 넣는데 이 지역에서 소시지를 많이 만들어 먹기 때문에 야채나 토마토와 함께 넣어 조리한다. 오랫동안 끓인 이후에는 고깃덩어리를 제거하고 파스타에 뿌려 먹는 소스로 쓴다. 이 종류의 소스를 라구 알라 나폴레타나라 부른다.

## 종류
- 라구 나폴레타노
- 라구 볼로녜세

## 같이 보기
- 라구 볼로녜세
- 라구 나폴레타노
- 라구 (스튜)